# Nitronic Rush
Nitronic Rush est un jeu vidéo de course indépendant développé par des étudiants de l'université DigiPen qui incorpore des éléments de survie tels que des obstacles à éviter. Il est sorti le 11 novembre 2011 sur Windows.
Le jeu a pour suite spirituelle Distance.

## Système de jeu
Nitronic Rush est un « jeu de course de survie expérimental » mêlant arcade, action et conduite. Le jeu propose un univers futuriste inspiré de Tron dans lequel le joueur conduit une voiture équipée d'un système de vol, de saut, de turbo et pouvant changer de direction en plein air. Certaines de ces capacités (vol et turbo) ont un usage limité par une barre de surchauffe qui pourra être refroidie par le biais de figures acrobatiques.
Le but du jeu est de terminer chaque circuit tout en gagnant un maximum de points sans heurter d'obstacles tels que des scies sauteuses, des grilles de laser ou d'autres pièges qui entraveront la progression du joueur. En cas de collision sur ces derniers (et donc de destruction du véhicule), le véhicule contrôlé par le joueur se verra transporté au dernier checkpoint qu'il aura traversé.
Le jeu propose plusieurs sets de niveaux proposant des défis différents :
- Le mode histoire, qui comprend les niveaux présent dans la campagne principale ;
- Le mode hardcore, qui comprend des niveaux proposant une difficulté plus élevé que la campagne ;
- Le mode challenge, qui est un mode de jeu dans lequel le joueur doit terminer le circuit sans voir son véhicule détruit (auquel cas il devra recommencer le niveau) ;
- Le mode stunt, qui est un mode de jeu dans lequel le joueur doit gagner un maximum de points par le biais de figures acrobatiques.

## Développement
Le jeu a été développé par des étudiants de l'université DigiPen dans le cadre d'un projet avancé (GAM375) sous le nom de "Team Nitronic".
Les développeurs de Nitronic Rush sont :
- Kyle Holdwick (Producteur exécutif) ;
- Andrew Kibler (Game designer) ;
- Cristopher Barrett (Directeur technique) ;
- Jordan Hemenway (Directeur audio) ;
- Andrew Nollan (Directeur artistique) ;
- Jason Nollan (Programmeur) ;
- Laura Borgen (Artiste) ;
- Edward Peters (Artiste) ;
- Ariel Gitomer (Artiste) ;
- Nathan Aldrich (Artiste) ;
- Mark Quigley (Compositeur).

## Accueil
Bien que peu connu du fait de ces origines, le jeu a remporté des critiques positives soulignant l'ingéniosité du design, des graphismes et la difficulté que ce titre propose malgré une courte durée de vie,,.
Nitronic Rush a aussi remporté plusieurs prix et récompenses, notamment le prix du meilleur jeu de l'année 2011 par DigiPen Game Awards ou encore deux mentions honorable du Festival des jeux indépendants (Independent Games Festival).
À la suite de ce succès, les développeurs de l'équipe Team Nitronic ont créé une suite nommée Distance qui est encore en cours de développement